# La Liga 1946-1947
Statisticile pentru sezonul La Liga 1946-1947.

La acest sezon au participat următoarele cluburi:
| - Athletic Bilbao - Athletic Aviación de Madrid - FC Barcelona - CD Castellón - Celta Vigo - Deportivo La Coruña - RCD Espanyol |  | - Real Madrid C.F. - Real Murcia - Real Oviedo - CE Sabadell FC - Sevilla FC - Sporting Gijón - Valencia CF |

## Clasament
| Poziție | Club                        | Meciuri jucate | V  | E | Î  | GÎ | GP | Puncte | A   | Comentarii                       |
| ------- | --------------------------- | -------------- | -- | - | -- | -- | -- | ------ | --- | -------------------------------- |
| 1       | Valencia CF                 | 26             | 16 | 2 | 8  | 54 | 34 | 34     | 20  | Champion of La Liga              |
| 2       | Athletic Bilbao             | 26             | 15 | 4 | 7  | 72 | 38 | 34     | 34  |                                  |
| 3       | Athletic Aviación de Madrid | 26             | 13 | 6 | 7  | 58 | 44 | 32     | 14  |                                  |
| 4       | FC Barcelona                | 26             | 14 | 3 | 9  | 59 | 42 | 31     | 17  |                                  |
| 5       | CE Sabadell FC              | 26             | 11 | 8 | 7  | 42 | 36 | 30     | 6   |                                  |
| 6       | Sevilla FC                  | 26             | 12 | 5 | 9  | 54 | 48 | 29     | 6   |                                  |
| 7       | Real Madrid C.F.            | 26             | 11 | 5 | 10 | 62 | 56 | 27     | 6   |                                  |
| 8       | Real Oviedo                 | 26             | 10 | 7 | 9  | 52 | 42 | 27     | 10  |                                  |
| 9       | Celta Vigo                  | 26             | 11 | 4 | 11 | 53 | 48 | 26     | 5   |                                  |
| 10      | Sporting Gijón              | 26             | 10 | 5 | 11 | 51 | 59 | 25     | -8  |                                  |
| 11      | RCD Espanyol                | 26             | 9  | 1 | 16 | 46 | 59 | 19     | -13 |                                  |
| 12      | Real Murcia                 | 26             | 6  | 7 | 13 | 30 | 58 | 19     | -28 | Retrogradare în Segunda División |
| 13      | Deportivo La Coruña         | 26             | 5  | 8 | 13 | 32 | 60 | 18     | -28 | Retrogradare în Segunda División |
| 14      | CD Castellón                | 26             | 4  | 5 | 17 | 39 | 80 | 13     | -41 | Retrogradare în Segunda División |